# Shell-Raffinerie Ingolstadt
Die Shell-Raffinerie Ingolstadt war eine Raffinerie der Deutschen Shell AG in Großmehring bei Ingolstadt in Bayern.
Aufgrund von Überkapazitäten im Raffineriesektor legte man die Raffinerie am 31. Juli 1982 still.

## Lage
Heute befindet sich auf dem Werksgelände ein großes Gewerbegebiet mit dem Namen Interpark. Direkt neben dem ehemaligen Werksgelände liegt die Burg Erlhof und der Köschinger Bach, die Gunvor Raffinerie Ingolstadt befindet sich nur wenige hundert Meter westlich.

## Geschichte
Im Großraum Ingolstadt siedelten sich in den 1960er Jahren fünf Raffinerien an, so auch die Shell bei Großmehring. Der Bau der Raffinerie war im November 1963 vollendet und der Produktionsbetrieb konnte anlaufen.
Kurz vor der offiziellen Eröffnung ereignete sich am 1. Dezember 1963 ein Großbrand in der Raffinerie. Der durch einen Rohrbruch entstandene Brand richtete aber nur geringen Schaden an den Prozessanlagen an.
Durch zu große Raffineriekapazitäten auf dem europäischen Kontinent wurde die Raffinerie ab den späten 1970er Jahren zunehmend unrentabel. Eine Investition in eine 200 Millionen DM teure Crackanlage wurde durch den Konzern gescheut, weshalb sich die Ertragslage des Werks weiter verschlechterte. Schließlich wurde im Herbst 1981 die Schließung der Raffinerie für das folgende Jahr angekündigt.
Die Stilllegung des Werks erfolgte am 31. Juli 1982.
Ende Juli 1989 wurde das Gelände von Terreno, einer Tochter der Hypovereinsbank aufgekauft und der Gewerbepark Interpark angelegt.

## Technische Daten
Die Raffinerie war über einen Abzweig der Bahnstrecke Ingolstadt–Riedenburg, an dem auch die Gunvor-Raffinerie und das Kraftwerk Ingolstadt angeschlossen sind, am Schienennetz angebunden.
Über die Transalpine Ölleitung und die Central European Line wurde die Raffinerie mit Erdöl versorgt.